# Karma (Alicia Keys)
Karma è una canzone scritta dalla cantautrice americana R&B/soul Alicia Keys, in collaborazione col suo partner artistico Kerry "Krucial" Brothers e con Taneisha Smith. La canzone, prodotta da Kerry "Krucial" Brothers, è stata estratta come quarto ed ultimo singolo dal secondo album della cantante, The Diary of Alicia Keys. Ha raggiunto la top20 sia della Billboard Hot 100 che della Billboard Hot R&B/Hip-Hop Songs ma ha ottenuto un successo maggiore nella classifica pop, dove è entrata in top10.

## Video musicale
Il video musicale è il primo in cui Alicia collabora come regista, in collaborazione con Chris Robinson. Gli scenari ritratti sono diversi, da New York a La Romana, in Repubblica Dominicana. Agli MTV Video Music Awards del 2005, il video è stato premiato nella categoria "Miglior Video R&B", come già accaduto l'anno precedente per il video di If I Ain't Got You.

## Realizzazione

### Musicisti
- Alicia Keys – solista, Cori, pianoforte
- David Watson – corno
- Joe Romano – corno
- Kerry "Krucial" Brothers – tutti gli altri strumenti

### Produzione
- Kerry "Krucial" Brothers – produttore, programmazione digitale, tecnico del suono
- Manny Marroquin – mixer

## Classifiche
| Classifica (2005)                     | Peak position |
| ------------------------------------- | ------------- |
| Belgio Ultratop 50 Singles (Flanders) | 40            |
| Paesi Bassi Singles Chart             | 27            |
| Finlandia Singles Chart               | 6             |
| Media Control Charts                  | 62            |
| Svizzera Singles Chart                | 71            |
| U.S. Billboard Hot 100                | 20            |
| U.S. Billboard Hot R&B/Hip-Hop Songs  | 17            |
| U.S. Billboard Pop 100                | 7             |
| U.S. Billboard Hot Dance Airplay      | 25            |